# Düsseldorf-Kaiserswerth

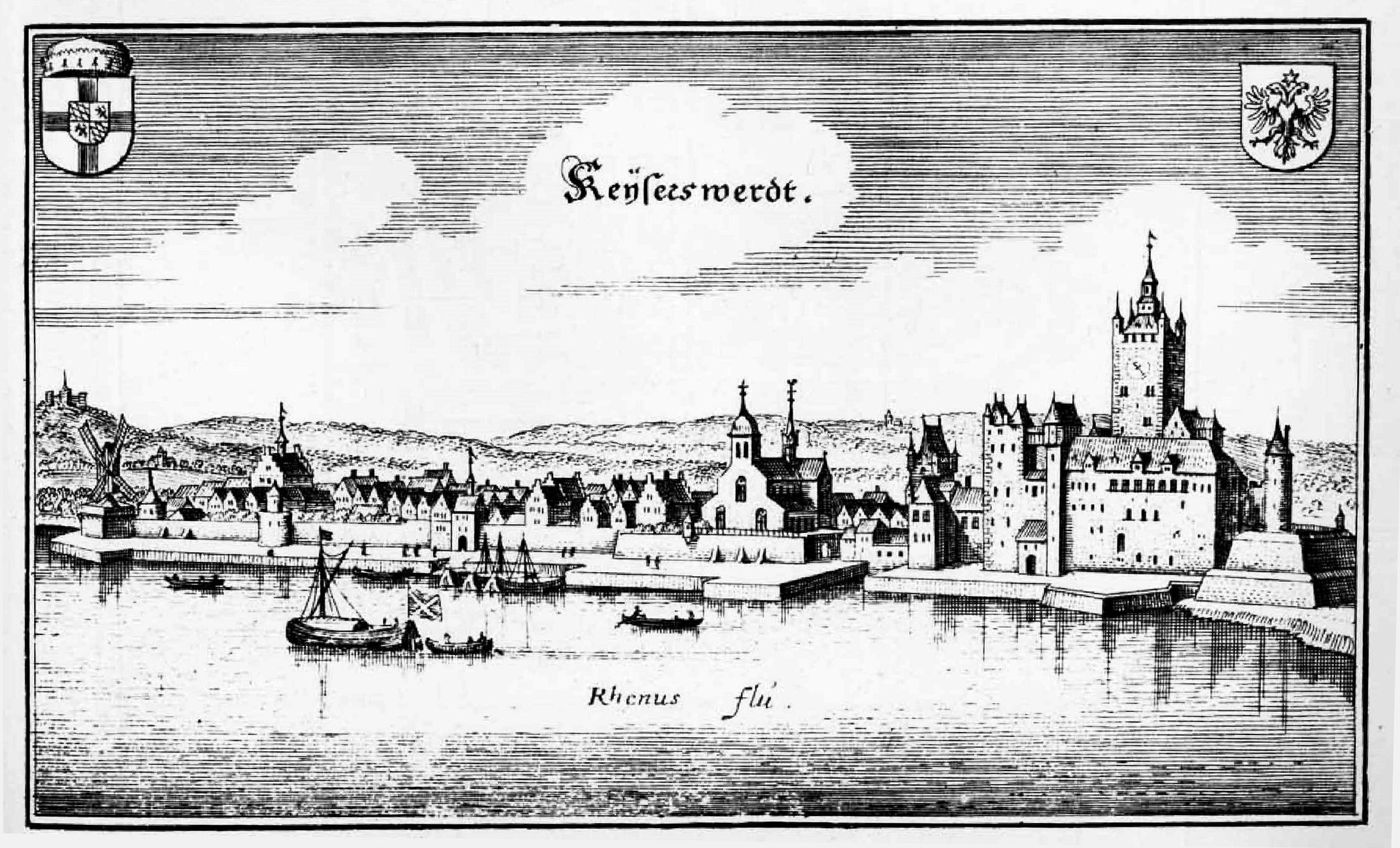
Kaiserswerth 1646, gravering av Matthäus Merian.

karta över Düsseldorf, som visar Kaiserswerth (i rött) inom distrikt 5 (i rosa).

Kaiserswerth är sedan 1929 en stadsdel  i den norra delen av Düsseldorf, nära floden Rhen.  Där finns det diakoninstitut där Florence Nightingale arbetade och ruiner efter en romersk kejsare.
Kaiserswerth har cirka 7 900 invånare och ett område på 4,71 km2.
På 1800-talet blev Kaiserswerth främst känt för sin diakonianstalt, grundat av pastorn Theodor Fliedner. Florence Nightingale studerade på kliniken i några månader samtidigt som Paulina Irby. En annan välkänd elev var  Maria Cederschiöld.
Under båda världskrigen fanns ett stort militärsjukhus i Kaiserswerth.